# Національний банк Ємену
Національний банк Ємену повністю перебуває у державній власності під керівництвом міністра фінансів. Головний офіс знаходиться знаходиться в Кратері, Аден. Створений у 1969 році і на даний момент має 27 відділень у 11 великих містах Ємену та філію на острові Сокотра.
У 1969 році Народна Демократична Республіка Ємен націоналізувала всі відділення іноземних банків в Адені, включаючи відділення Arab Bank, Bank of India, Imperial Bank of Persia, Chartered Bank, Habib Bank, National та Grindlays Банк. Наступного року Національний банк Південного Ємену націоналізував усі банки в країні;